# Cindy Crawford

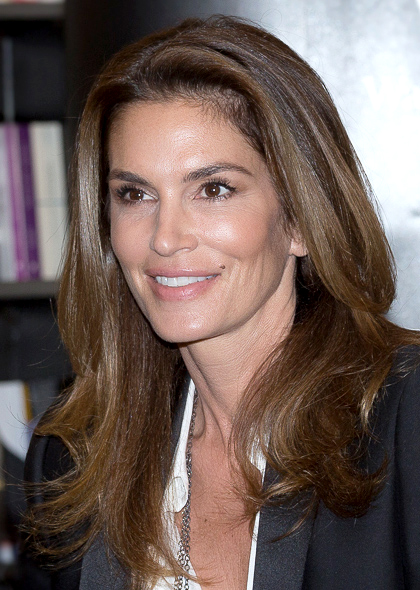
Cindy Crawford (2015)

Cynthia Ann „Cindy“ Crawford (* 20. Februar 1966 in DeKalb, Illinois) ist ein US-amerikanisches Model und eine Schauspielerin. Während der 1980er- und 1990er-Jahre gehörte sie zu den „Supermodels“.

## Jugend und Karriere
Crawford wurde 1966 in DeKalb in Illinois geboren. Sie wuchs gemeinsam mit zwei Schwestern auf. Als sie zehn Jahre alt war, starb ihr dreijähriger Bruder an Leukämie. 
1983 nahm sie im Alter von 17 Jahren an der ersten Veranstaltung des Look of the Year im mexikanischen Acapulco teil und erreichte den zweiten Platz. 1984 machte sie ihren Abschluss an der High School und erhielt ein Stipendium für ein Studium des Chemieingenieurwesens an der Northwestern University. Doch brach sie ihr Studium nach einem Vierteljahr ab, um hauptberuflich als Model zu arbeiten. Sie arbeitete für den Fotografen Victor Skrebneski in Chicago und zog 1986 nach New York. Dort schloss sie einen Vertrag mit der Modelagentur Elite ab.
1987 fand sie erstmals den Weg in Film und Fernsehen und tauchte im Vorspann der US-amerikanischen Filmkomödie Das Geheimnis meines Erfolges mit Michael J. Fox auf. 1988 posierte sie nackt vor der Linse des Fotografen Herb Ritts für das Männermagazin Playboy. Von 1989 bis 1997 moderierte sie die Modesendung House of Style beim Musiksender MTV.

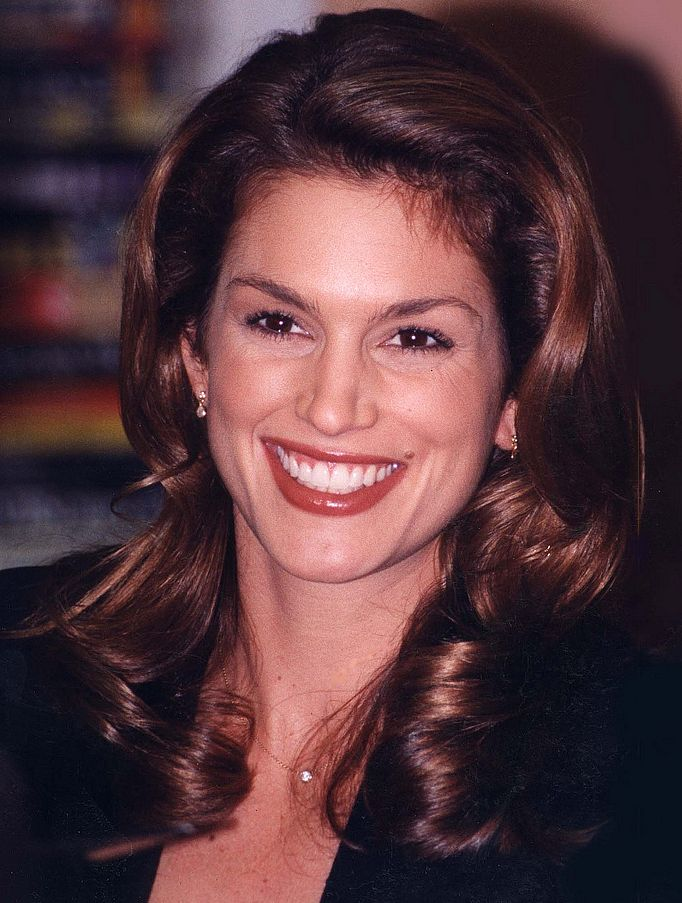
Cindy Crawford (1995)

1990 gelang Crawford der endgültige Durchbruch. Eine große Rolle spielte dabei eine Fotoserie auf den Straßen von New York City für die britische Ausgabe der internationalen Modezeitschrift Vogue, die im Januar 1990 von dem deutschen Fotograf Peter Lindbergh mit den damals bekanntesten Fotomodellen Naomi Campbell, Linda Evangelista, Tatjana Patitz, Christy Turlington und Crawford gemacht wurde.
Im selben Jahr wirkten Crawford und die anderen vier Models im Musikvideo zu George Michaels Hit Freedom '90 mit. 1991 drehte sie einen Werbespot für den US-Getränkehersteller Pepsi, der zum ersten Mal während des Super Bowl XXVI im Januar 1992 ausgestrahlt wurde. Zum zehnjährigen Jubiläum drehte Pepsi 2002 ein Remake des Clips mit Crawford.
Bekannt wurde ihre Ehe mit Schauspieler Richard Gere, die von 1991 bis 1995 dauerte, sowie ihr gemeinsamer Auftritt bei der Oscarverleihung 1991 in Los Angeles in einem vom italienischen Modedesigner Gianni Versace entworfenen roten Abendkleid.
Die Marke Cindy Crawford setzte sich außerdem in den Fitnessvideos mit ihrem Personal Trainer Radu Teodorescu fort. Cindy Crawford: Shape Your Body Workout wurde 1992 produziert, Cindy Crawford: The Next Challenge Workout folgte 1993. Das im Jahr 2000 mit der Fitnessexpertin Kathy Kaehler hergestellte Cindy Crawford: A New Dimension kam kurz nach der Geburt ihres ersten Kindes auf den Markt und war darauf ausgerichtet, dass Mütter wieder „in Form kommen“. 2001 drehte Crawford noch ein Fitnessvideo für Kinder. Mini-Muscles with Cindy Crawford and the Fit-wits war eine animierte Produktion mit den Stimmen von Crawford und Teodorescu sowie dem NBA-Basketball-Star Kobe Bryant.
Nachdem sie 1994 die verlorene Liebe von Jon Bon Jovi in seinem Musikvideo Please Come Home for Christmas gespielt hatte, erhielt sie bei ihrem Debüt als Schauspielerin eine Doppelnominierung für den Negativpreis Goldene Himbeere – als schlechteste Newcomerin sowie für die schlechteste weibliche Hauptrolle in dem US-amerikanischen Actionfilm Fair Game, in dem sie an der Seite von William Baldwin eine Anwältin spielte. 1995 war sie nach Angaben der Zeitschrift Forbes mit einem geschätzten Jahreseinkommen von 6,9 Millionen US-Dollar das bestbezahlte Model weltweit vor der Deutschen Claudia Schiffer und der Amerikanerin Christy Turlington.
Sie arbeitete mit zahlreichen Designern zusammen. So lief sie auf den Catwalks für Labels wie Chanel, Versace, Dolce & Gabbana, Christian Dior, Calvin Klein, Ralph Lauren, Michael Kors, Todd Oldham, DKNY und Valentino. Sie war über 500 Mal auf dem Cover vieler Zeitschriften zu sehen, darunter Vogue, People, Harper's Bazaar, Elle, Cosmopolitan, Vanity Fair und Allure.
Auch auf den Schönheitslisten landete sie oft weit oben: So errang sie 1998 den fünften Platz in der Playboy-Liste der „100 sexiesten Stars des 20. Jahrhunderts“ und wurde 2002 von der Zeitschrift People unter die 50 schönsten Menschen der Welt gewählt. 2006 belegte sie Platz 26 in der „Hot 100“-Ausgabe der Zeitschrift Maxim und wurde 2013 von Men’s Health als eine der „100 heißesten Frauen aller Zeiten“ ausgezeichnet.

### Nach der Modelkarriere

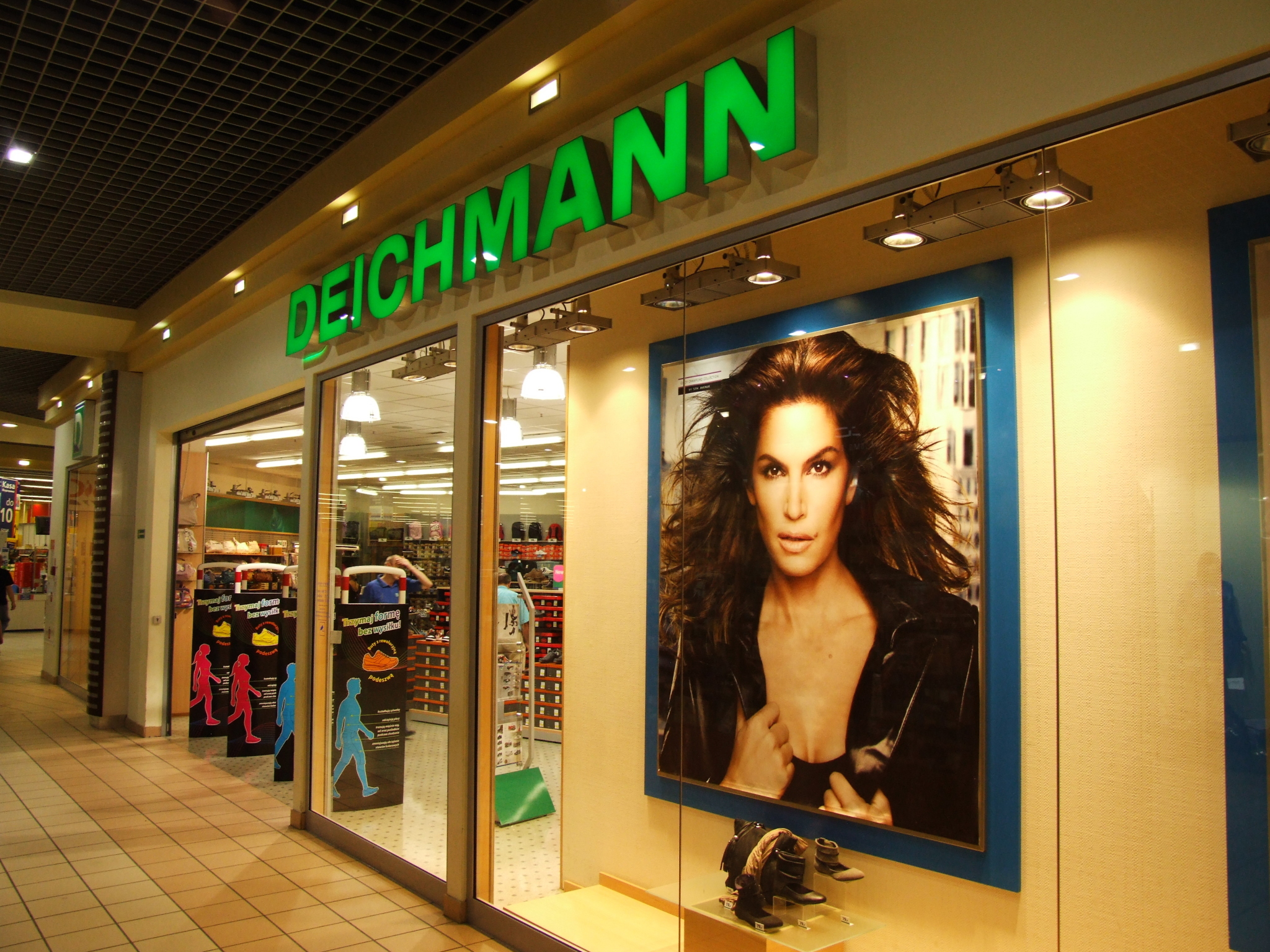
Cindy Crawford für Deichmann

Nachdem Crawford im Jahr 2000 offiziell das Ende ihrer beruflichen Laufbahn verkündet hatte, widmete  sie sich verstärkt ihrer Familie, mit der sie in Malibu lebte. Im Mai 1998 heiratete sie den Unternehmer Rande Gerber. 1999 kam Sohn Presley zur Welt, 2001 Tochter Kaia Gerber.
2002 brachte sie ein Parfüm unter ihrem Namen auf den Markt. 2005 folgte in Zusammenarbeit mit dem französischen Kosmetikexperten Jean-Louis Sebagh eine Reihe von Schönheitsprodukten unter dem Label Meaningful Beauty. Ebenfalls 2005 präsentierte sie eine Möbelserie unter dem Namen Cindy Crawford Home. 2006 unterschrieb sie einen Vertrag bei der Agentur IMG Models und war in den Folgejahren erneut auf zahlreichen Zeitschriftencovern zu sehen.
2009 folgte die Home-Design-Kollektion Cindy Crawford Style für die US-Warenhauskette J. C. Penney. Im selben Jahr präsentierte sie für den deutschen Schuhhersteller Deichmann unter dem Label Cindy Crawford Collection by 5th Avenue eine eigene Schuhkollektion. Im Mai 2011 war sie auf dem Cover der Vogue in Mexiko zu sehen. Im selben Jahr wirkte sie neben Naomi Campbell, Helena Christensen, Eva Herzigová und Yasmin Le Bon, der Ehefrau des Sängers Simon Le Bon, im Remake des Videoclips Girl Panic von Duran Duran mit. 2015 war sie unter anderem neben Jessica Alba und Selena Gomez ein Teil der Besetzung in dem im Martial-Arts-Stil gedrehten Musikvideo Bad Blood von Taylor Swift.
Zu ihrem 50. Geburtstag im Jahr 2016 entstand in Zusammenarbeit mit der Autorin Katherine O' Leary ihre Biografie Becoming, in der sie den Weg vom kleinen Mädchen zum Topmodel beschreibt. Kurz darauf erschienen Crawford und ihre Tochter Kaia, mittlerweile ebenfalls ein erfolgreiches Model, gemeinsam auf dem Aprilcover der Pariser Ausgabe der Vogue. Im September 2017 trat sie zusammen mit Claudia Schiffer, Naomi Campbell, Helena Christensen und Carla Bruni bei der letzten Modenschau der Versace-Fashion-Show auf, die eine Hommage an den verstorbenen Gianni Versace war. Nachdem sie 2016 mit dem britischen Comedian James Corden ihren Super-Bowl-Spot von 1992 parodiert hatte, drehte sie anlässlich des Super Bowl LII im Februar 2018 den Clip gemeinsam mit ihrem ebenfalls als Model arbeitenden Sohn Presley noch einmal neu.

## Engagement
Seitdem sie Model geworden war, machte sie Leukämie im Kindesalter zu einem Schwerpunkt ihrer Wohltätigkeitsarbeit und unterstützt mit dem Erlös ihrer Kalender die medizinische Leukämie-Forschung in den USA. 2021 erinnerte sie auf Instagram ein weiteres Mal an ihren berühmten Super-Bowl-Clip für Pepsi und stellte die Werbung von 1992 für einen wohltätigen Zweck nach. Crawford gab bekannt, dass sie mit Hilfe des Fotografen des aktuellen Shootings, David Yarrow, mehr als eine Million US-Dollar Spendengelder für das Krankenhaus gesammelt hat, in dem ihr Bruder wegen Leukämie behandelt worden war.

## Rezeption
Nachdem ihn Crawford zu dem Songtext inspiriert hatte, schrieb der Sänger Prince 1987 das Lied Cindy C. Es erschien auf seinem 1994 veröffentlichten Black Album. Neben ihren Auftritten in Filmen, Videoclips und Werbespots hatte sie auch mehrere kleinere Nebenrollen als Gaststar in Fernsehserien, in denen sie oft sich selbst spielt.

## Trivia
Als Schülerin wurde sie ihrer Darstellung nach wegen ihres Leberflecks über der Oberlippe von den anderen Kindern so sehr gehänselt, dass sie ihn entfernen lassen wollte. Sie entschied sich aber letztendlich dagegen, weil ihre Mutter sie vor einer Narbe warnte. Der kleine Schönheitsfleck links neben dem Mund wurde später zu ihrem berühmtesten Markenzeichen.

## Filmografie (Auswahl)

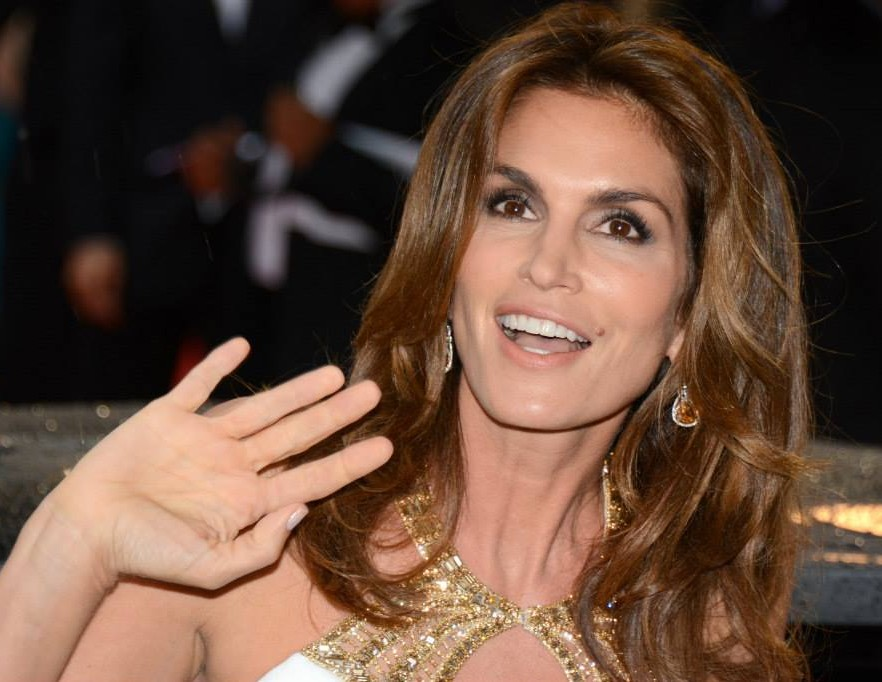
Cindy Crawford, 2013

- 1987: Das Geheimnis meines Erfolges (The Secret of My Success)
- 1989–1997: House of Style (TV-Show, 46 Folgen)
- 1990: George Michael: Freedom! ’90 (Musikvideo)
- 1992: Pepsi: Two Kids (Werbespot)
- 1994: Bon Jovi: Please Come Home For Christmas (Musikvideo)
- 1995: Fair Game (Fair Game)
- 1997: Frasier (Frasier, Fernsehserie, eine Folge)
- 1998: Hinterm Mond gleich links (3rd Rock from the Sun, Fernsehserie, 2 Folgen)
- 1998: Ellen (Fernsehserie, eine Folge)
- 1998: Studio 54 (54)
- 2000: Séance – Nachrichten aus dem Jenseits (The Simian Line)
- 2000: Body Guards (Guardie del corpo)
- 2002: Pepsi: Some Things Never Change (Werbespot)
- 2002: Immer wieder Jim (According to Jim, Fernsehserie, eine Folge)
- 2009: Die Zauberer vom Waverly Place (Wizards of Waverly Place, Fernsehserie, eine Folge)
- 2011: Duran Duran: Girl Panic! (Musikvideo)
- 2015: Cougar Town – 40 ist das neue 20 (Cougar Town, Fernsehserie, eine Folge)
- 2015: Taylor Swift: Bad Blood (Musikvideo)
- 2016: James Corden: 1992 Pepsi Commercial Parody (Werbespot)
- 2018: Pepsi: This Is The Pepsi (Werbespot)